# ليتل بروذر مونتجومري
ليتل بروذر مونتجومري (بالإنجليزية: Little Brother Montgomery)‏ هو مغني وعازف بيانو وملحن أمريكي، ولد في 18 أبريل 1906 في كينتوود في الولايات المتحدة، وتوفي في 6 سبتمبر 1985 في شيكاغو في الولايات المتحدة.

## وصلات خارجية
- ليتل بروذر مونتجومري على موقع IMDb (الإنجليزية)
- ليتل بروذر مونتجومري على موقع الموسوعة البريطانية (الإنجليزية)
- ليتل بروذر مونتجومري على موقع ميوزك برينز (الإنجليزية)
- ليتل بروذر مونتجومري على موقع أول ميوزيك (الإنجليزية)
- ليتل بروذر مونتجومري على موقع ديسكوغز (الإنجليزية)